# Eupithecia shikokuensis
Eupithecia shikokuensis är en fjärilsart som beskrevs av Inoue 1980. Eupithecia shikokuensis ingår i släktet Eupithecia och familjen mätare. Inga underarter finns listade i Catalogue of Life.